# Biografielijst Bh

## Bha

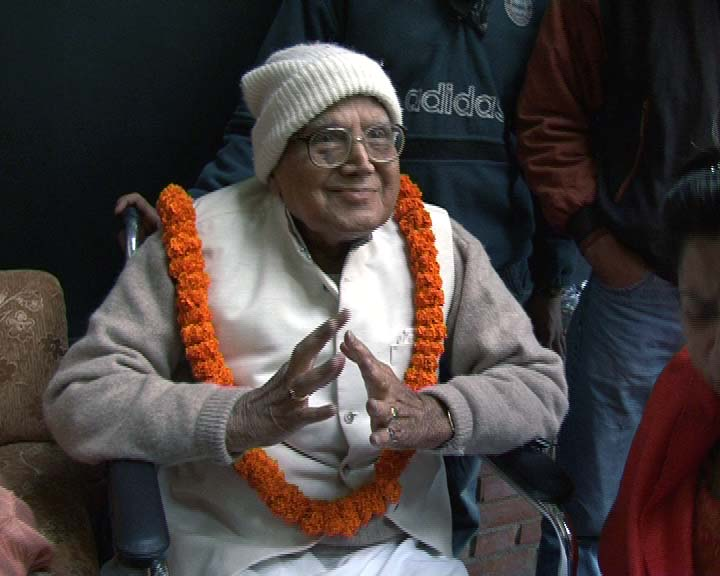
Krishna Prasad Bhattarai

- Jagdish Bhagwati (1934), Indiaas-Amerikaans econoom
- Bhai (James Ramlall) (1935-2018), Surinaams dichter
- Ashok Bhalotra (1943-2022) Indiaas-Nederlands stedenbouwkundige
- Dalveer Bhandari (1947), Indiaas rechter
- Ela Bhatt (1933-2022), Indiaas vakbondsleider, filantroop en sociaal activiste
- Krishna Prasad Bhattarai (1924-2011), Nepalees eerste minister

## Bhe
- Samuel Bhend (1943), Zwitsers politicus

## Bhi
- Zain Bhikha (1974), Zuid-Afrikaans singer-songwriter

## Bhu
- Mahesh Bhupathi (1974), Indiaas tennisser
- Zulfikar Ali Bhutto (1928-1979), Pakistaans politicus (o.a. premier en president)
- Benazir Bhutto (1953-2007), Pakistaans politica (o.a. premier)